# Dakvorm
Een dakvorm, soms ook dakstijl, is afhankelijk van de toe te passen dakbedekking, de vorm van de plattegrond van de te overkappen ruimte, het gebruik van de ruimte vlak onder de kap en de gestelde esthetische eisen. Grofweg zijn twee dakvormen te onderscheiden: hellende en platte daken.
Binnen de hellende daken komen meerdere vormen voor, die ook samengesteld kunnen zijn. Daarbij valt te denken aan, in volgorde van eenvoudig tot meer gecompliceerd:
| naam                                    | afbeelding                     | beschrijving |
| --------------------------------------- | ------------------------------ | --- |
| lessenaarsdak                           | lessenaarsdak                  | een schuin dak, hellend in één vlak |
| zadeldak                                | zadeldak                       | een dak met twee dakschilden die aan de bovenzijde die bij de nok samenkomen (meest voorkomende daktype) |
| mank dak                                | mank dak                       | een asymmetrisch zadeldak waarvan de ene kant langer is dan de andere |
| wolfsdak                                | wolfsdak                       | een (zadel)dak met twee afgeschuinde vlakken aan de korte zijden (ook wel dak met wolfseinden genoemd) |
| vlinderdak                              | vlinderdak                     | een V-dak, vlinderdak of V-vormig dak, is een dak waarbij de dakvlakken elkaar in het midden op een laag punt snijden. |
| schilddak                               | schilddak                      | een dak met twee driehoekige schilden aan de smalle zijden en twee trapeziumvormige schilden aan de lange zijden (met in het algemeen een korte noklijn) |
| tentdak (puntdak)                       | tentdak                        | dak met vier of meer driehoekige dakschilden die samenkomen in één punt |
| mansardedak                             | mansardedak                    | een dak met gebroken, naar buiten geknikte dakvlakken |
| doorzalend dak                          | doorzalend dak                 | een dak waarvan de dakschilden een (lichte) knik naar binnen maken, het tegenovergestelde van een mansardekap. Zie: ingesnoerde torenspits |
| kegeldak                                | kegeldak                       | dak in de vorm van een kegel |
| koepeldak                               | koepeldak                      | dak in de vorm van een koepel |
| sheddak (zaagtanddak)                   | sheddak (zaagtanddak)          | een dak dat de vorm heeft van zaagtanden, wordt vooral toegepast op fabrieksgebouwen |
| paraboolvormige spits/bolknakdak        | paraboolvormige spits          | een naar buiten toe bollend dak waarvan het onderste deel steiler is dan het bovenste deel, vergelijkbaar met een mansardedak, maar dan zonder knik |
| doorgeschoten kap                       | doorgesschoten dak             | een zadeldak dat aan de ene zijde van de woning reikt tot de verdiepingsvloer van de tweede verdieping en aan de andere zijde tot aan de verdiepingsvloer van de eerste verdieping of een dak dat bijvoorbeeld is doorgetrokken tot over het terras en zo beschutting vormt |
| ui                                      | uidak                          | een bolvormig dak met spits toelopende bekroning |
| rombisch dak                            | rombisch dak                   | tegen elkaar geplaatste hellende dakschilden met een ruit- of vliegervorm |
| klokvormige torenspits                  | klokvormige torenspits         | een dak met klokvorm |
| gedraaide torenspits                    | gedraaide torenspits           | een dak met draaiende dakvlakken |
| achtkantige spits tussen vier topgevels |                                | |
| pagodedak                               | pagodedak                      | meerdere kappen bovenop elkaar, konisch toelopend |
| steekdak                                | Schematische weergave steekdak | kleinere kap die op lagere hoogte insnijdt in grotere kap |
| kruisdak                                | Schematische weergave kruisdak | twee kappen die op gelijke hoogte elkaar kruisen |
| T-dak                                   | Schematische weergave T-dak    | een kap die op gelijke hoogte uitkomt op een andere kap |